# Conférence inter-territoriale des évêques catholiques de Gambie et Sierra Leone
La Conférence inter-territoriale des évêques catholiques de Gambie et Sierra Leone (en anglais : Inter-territorial Catholic Bishops’ Conference of The Gambia and Sierra Leone) est une conférence épiscopale multi-nationale de l’Église catholique qui rassemble l’ensemble des ordinaires de Gambie et de Sierra Leone (deux pays non voisins).
Elle est membre de la Conférence épiscopale régionale de l’Afrique de l’Ouest (RECOWA-CERAO) et du Symposium des conférences épiscopales d’Afrique et de Madagascar, (SECAM-SCEAM). Son président est après 2022 Natale Paganelli (de), mais n’ayant plus de responsabilité dans la région, il devrait s’éclipser pour son vice-président.

## Membres

### Présidents
Le président de la conférence est en 2023 Natale Paganelli (de), depuis 2022, qui était alors administrateur apostolique de Makeni (en), et qui l’a été jusque l’année suivante.
Il y a précédemment eu :
- Thomas Joseph Brosnahan (en), devenu premier archevêque de l’archidiocèse de Freetown et Bo le 11 novembre 1970, de 1971 à 1975 ;
- Michael Joseph Moloney (en), évêque de Banjul, de 1975 à 1977 ;
- Augusto Fermo Azzolini (d) , évêque de Makeni (en), de 1977 à 1980 ;
- Joseph Ganda, devenu archevêque de Freetown en septembre 1980, de 1980 à 1983, une première fois ;
- Michael Kpakala Francis, archevêque de Monrovia, de 1983 à 1986 (notons qu’il est ensuite président de la Conférence des évêques catholiques du Liberia, de 1999 à 2005[5], toujours à la tête du même archidiocèse, donc après la création de celle-ci) ;
- Michael J. Cleary (en), évêque de Banjul, de 1986 à 1989, une première fois ;
- Boniface Nyema Dalieh, évêque du Cap-des-Palmes, de 1989 à 1992 ;
- John O’Riordan, évêque de Kenema, de 1992 à 1995 ;
- Benedict Dotu Sekey (en), évêque de Gbarnga, de 1995 à 1998 ;
- George Biguzzi (de), évêque de Makeni (en), de 1998 à 2001, une première fois ;
- Joseph Ganda à nouveau, toujours archevêque de Freetown, de 2001 à 2003 ;
- Michael J. Cleary (en) à nouveau, toujours évêque de Banjul, de 2003 à 2004 ;
- George Biguzzi (de) à nouveau, toujours évêque de Makeni (en), de 2004 à 2010 ;
- Patrick Daniel Koroma (en), évêque de Kenema, de 2010 à 2016 ;
- Charles Allieu Matthew Campbell (it), évêque de Bo (en), de 2016 à 2022.

## Sanctuaires
La conférence n’a pas, en 2023, désigné de sanctuaire national.